# Gorenja Brezovica (gmina Šentjernej)
Gorenja Brezovica – wieś w Słowenii, w gminie Šentjernej. W 2018 roku liczyła 201 mieszkańców.